# Pölland, Eržen
Pölland je naselje v Občini Eržen v Okraju Špital ob Dravi  na Koroškem v Avstriji.